# エアバッグ (レディオヘッドの曲)
『エアバッグ』(Airbag) はイギリスのロックバンド、レディオヘッドの楽曲。

## 概要
彼らの3rdアルバム『OK コンピューター』に収録されており、その1曲目。EP『Airbag/How Am I Driving』のリードトラックでもある。
完成版からは想起しにくいものの、元々はアコースティックギターの弾き語り曲であり、1995年頃にはアンプラグドギグで既に演奏されている。当時のメンバーの音楽的知識・素養を詰め込んだとも言える1曲で、最終的な出来上がりにメンバーは満足して驚喜した。トムはとてつもない大音量でミックスを聴きながら自己陶酔し、コリンは「新作はぶっ飛んだレディオヘッド」だと吹聴して回ったという。
トムは「OK コンピューターの志向を表している曲」と語っている。

## サウンドプロダクション・歌詞
ジョニーの音楽的素養が垣間見られる弦楽風のイントロリフ、DJシャドウなどのトリップホップからの影響を強く感じさせるようなサンプリングされてエフェクトをかけられたドラム・ループ、明滅するかのように展開されるダブ的なベース、そして曲の雰囲気を決定付ける音響音楽的なギターサウンド、と様々な音楽性を跨いだアレンジが特徴的。ちなみにメロディーは意図的に中東音階を使用している。
イントロは両チャンネルに歪んだギターと弦楽器を割り振って特徴ある響きを得ている。エドの印象的なギターサウンドは12弦ギターを用いたものであり、これにトムの複雑なストロークが合わさって音響的な浮遊感のある音像を形作っている。中盤のギターソロではまるでシンセサイザーのような音が聞こえるが、これはピッチシフターやテープの逆回転、ワーミーペダルなどを用いており、全体としてもベース、ドラム、ギター以外の楽器は使用されていない。
歌詞は「次の世界大戦で、俺は生まれ変わる（In the next world war, I am born again）」などといった喧伝から始まり、そのままジャガーノート神（トレーラー車と、宇宙を救うために戻ってきた自身を関連させている）の示唆などを交えて、誇大妄想的に展開していく。一部トムの実体験をインスピレーションにしているものの、『OK コンピューター』の他の曲の歌詞と同じく、基本的にトムは架空のキャラクターを演じきっている。同アルバムの他の曲に比べると、宣告的でぶっきらぼうな歌い方が目立ち、その架空の人格を浮き彫りにさせるのに一役買っている。
ちなみにMojo誌のキース・オールディンのレビューでは「アルバムで最もポジティブな方向性に位置する曲だが、そこで歌われているのは「自動車事故に遭った時にエアバッグで助かった」という余りにも皮肉的なポジティブさである」と評されている。

## 参考
- 多くのインタビュー[要文献特定詳細情報]